# Quand tu reviendras
Chansons représentant la Belgique au Concours Eurovision de la chanson
Ik heb zorgen
(1967) Jennifer Jennings
(1969)
Quand tu reviendras est une chanson interprétée par la chanteuse et parolière Claude Lombard pour représenter la Belgique au Concours Eurovision de la chanson 1968 se déroulant à Londres.
La chanson a également été enregistrée par Claude Lombard dans des versions en allemand sous le titre Wenn du wiederkommst, en espagnol sous le titre Sé que volverás et en néerlandais sous le titre Eenmaal kom je weer.

## À l'Eurovision
Elle est intégralement interprétée en français, l'une des langues nationales de la Belgique, comme l'impose la règle entre 1966 et 1973. L'orchestre est dirigé par Henri Segers.
Quand tu reviendras est la 3e chanson interprétée lors de la soirée, suivant Morgen de Ronnie Tober pour les Pays-Bas et précédant Tausend Fenster de Karel Gott pour l'Autriche.
À la fin du vote, Quand tu reviendras obtient 8 points et termine 7e — à égalité avec À chacun sa chanson de Line et Willy pour Monaco et Jedan dan des Dubrovački trubaduri pour la Yougoslavie — sur les 17 chansons participantes,.

## Liste des titres
| A1. | Quand tu reviendras                             | Jo Van Wetter  | Roland Dero   |  |
| B1. | Les Petits Couteaux (en duo avec Freddy Zegers) | Claude Lombard | Freddy Zegers |  |

## Classements

### Classement hebdomadaire
| Classement (1968)                       | Meilleure position |
| --------------------------------------- | ------------------ |
| Belgique (Wallonie Ultratop 50 Singles) | Tip                |

## Historique de sortie
| Pays      | Titre                 | Date | Format         | Label                 |
| --------- | --------------------- | ---- | -------------- | --------------------- |
| Benelux   | Quand tu reviendras   | 1968 | 45 tours       | Palette               |
| Belgique  | Quand tu reviendras   | 1968 | super 45 tours | Palette               |
| Allemagne | Quand tu reviendras   | 1968 | 45 tours       | Hit-Ton Schallplatten |
| Allemagne | Wenn du wieder kommst | 1968 | 45 tours       | Hit-Ton Schallplatten |
| Espagne   | Sé que volverás       | 1968 | 45 tours       | Belter                |
| Italie    | Quand tu reviendras   | 1968 | 45 tours       | Palette               |
| Pays-Bas  | Eenmaal kom je weer   | 1968 | 45 tours       | Palette               |